# Yum

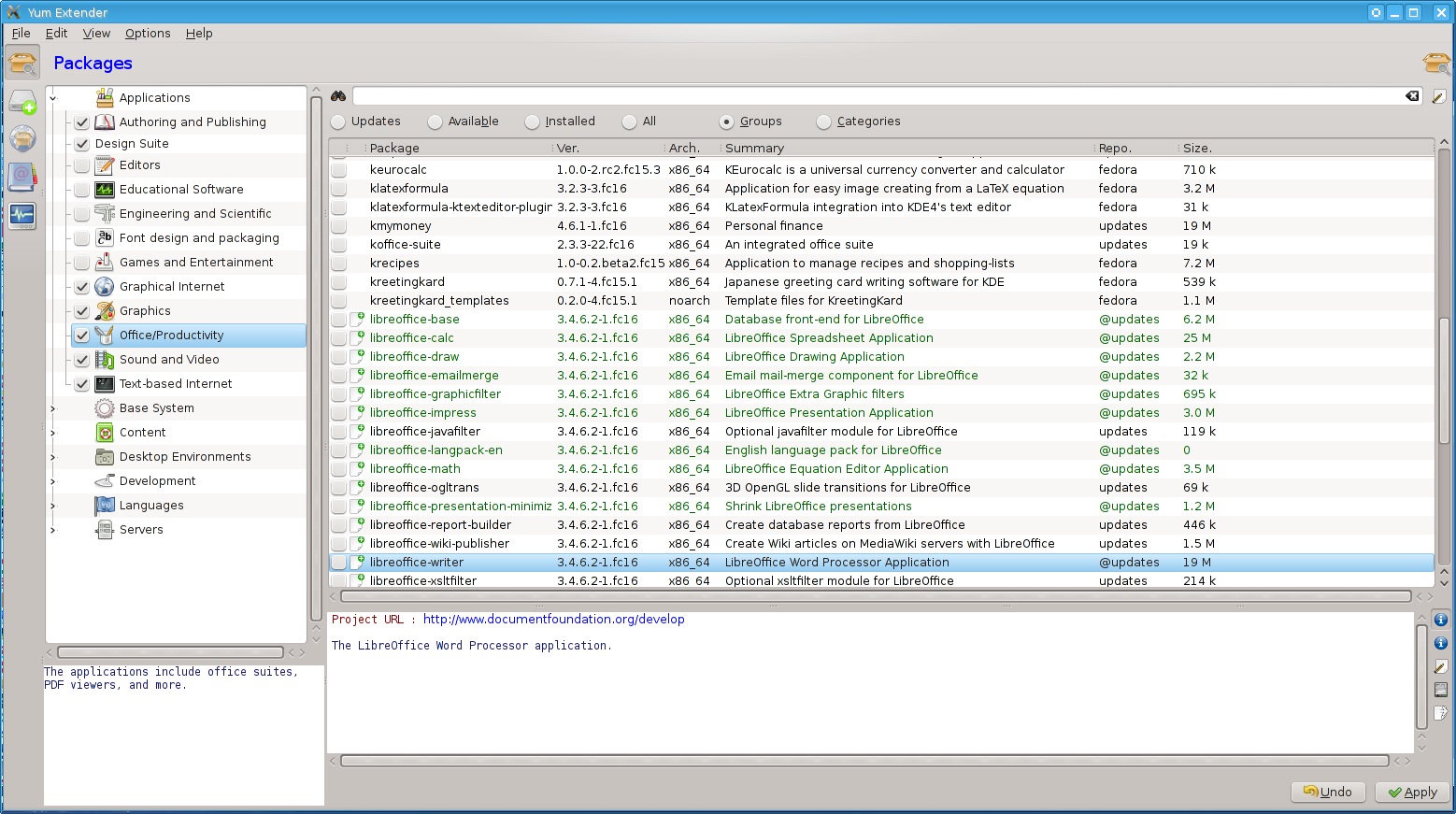
페도라 16의 Yum Extender 스크린샷

Yum은 Yellow dog Updater, Modified의 약자로 RPM 기반의 시스템을 위한 자동 업데이터 겸 패키지 설치/제거 도구이다. 듀크 대학교의 Linux@DUKE 프로젝트의 일부분으로 개발되었다. yumex 같은 GUI 기반 확장 도구도 있다.
Yum 이전에 있었던 Yellowdog Updater (YUP) 도구를 대체하며, 듀크 대학교 물리학부에서 사용되었던 레드햇 리눅스 시스템 관리를 위해서 등장하였다. 그 이후로 페도라, CentOS 등 많은 RPM 기반 리눅스 배포판에서 사용되었다. 레드햇의 패키지 관리자 up2date에서도 Yum 저장소에 접근할 수 있다.
현재 GNU 일반 공중 사용 허가서 버전 2 이상으로 사용 가능하다.
Yum은 페도라 22 버전 이후부터 DNF로 전환되고 있다. 그러나 여전히 Yum의 전신인 rpm, 그리고 후신인 DNF와 같이 사용 가능하다.

## 역사
오리지널 패키지 관리자인 옐로도그 업데이터(Yellowdog UPdater, YUP)는 1999~2001년 테라 소프트 솔루션스의 Dan Burcaw, Bryan Stillwell, Stephen Edie, Troy Bengegerdes에 의해 옐로 도그 리눅스의 그래픽 인스톨러의 백엔드 엔진으로서 개발되었다.

## 기본 사용법
- 패키지 설치 : yum install 패키지명
- 패키지 삭제 : yum remove 패키지명
- 패키지 업그레이드 : yum update 패키지명
- 패키지 조회 : yum search 패키지명
- 패키지 목록 : yum list 패키지명
- yum 데이터베이스 동기화 업데이트 : yum update

## 같이 보기
- APT